# João Pernambuco

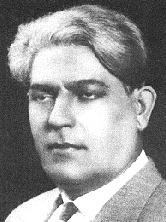
João Pernambuco

João Pernambuco, geboren als João Teixeira Guimarães (* 2. November 1883 in Jatobá; † 16. Oktober 1947 in Rio de Janeiro) war ein brasilianischer Gitarrist und Komponist.

## Leben
Als Kind indianisch-portugiesischer Abstammung zog João Guimarães im Alter von 12 Jahren mit seinen Eltern nach Recife, wo er musikalisch von Sängern und Gitarristen aus dem Sertão (dem Bergland in Brasilien) viel lernte. In kurzer Zeit entwickelte er sich autodidaktisch zu einem bemerkenswerten Gitarristen. In Recife erlernte er auch den Beruf des Schmieds. Obwohl er Analphabet war, wurde er zu einem profunden Kenner der Volkskultur und der Gitarre.
1902 zog Guimarães, genannt Pernambuco, nach Rio de Janeiro, wo er eine Stelle als Gehilfe in der Präfektur annahm. In Rio de Janeiro lernte er viele bedeutende Musiker wie Donga, Pixinguinha, Catulo da Paixão Cearense und Satyro Bilhar kennen, mit denen er zusammen musizierte. Er gründete die Gruppe Grupo do Caxangá, aus der später die Oito Batutas hervorgingen. Ab 1911 schrieb er viele Kompositionen wie Caboca di Caxangá, was 1914 zu einem großen Erfolg im Karneval wurde. Die Themen seiner Kompositionen wurden oft, etwa in seinen Choros, durch die brasilianische Volksmusik inspiriert. Er nahm viele Schallplatten mit bedeutenden Musikern Brasiliens seiner Zeit auf.

## Werkauswahl
- A canção de seus olhos
- Aperitivo
- Brasileirinho
- Brejeiro („Frechdachs“)
- Caboca di Caxangá
- Dengoso („kokett“)
- Estou voltando
- Estrada do sertão
- Graúna
- Interrogando („fragend“)
- Luar do sertão
- Mimoso („zärtlich“)
- O amor e a rosa
- Pó de mico („Juckpulver“)
- Preto e Branco („schwarz und weiß“)
- Rebolico („durcheinander“)
- Sonho de Magia
- Rosa carioca
- Sons de carrilhões („Glockenklänge“)
- Suas mãos
- Valsa em lá